# Sechium mexicanum
Sechium mexicanum là một loài thực vật có hoa trong họ Cucurbitaceae. Loài này được Lira & M. Nee miêu tả khoa học đầu tiên năm 1999.